# Semiothisa trigonoleuca
Semiothisa trigonoleuca är en fjärilsart som beskrevs av Claude Herbulot 1987. Semiothisa trigonoleuca ingår i släktet Semiothisa och familjen mätare. Inga underarter finns listade i Catalogue of Life.